# Oleg Serebrian
Oleg Serebrian (? 1969) és un geopolític i polític moldau, dirigent del Partit Social-Liberal de Moldàvia. Va ser elegit diputat del Parlament moldau en les eleccions de març de 2005. És doctor en geopolítica, especialista en geopolítica i estratègia internacional. El 1998 escriu el seu primer llibre Geopolítica del Mar Negre ("Geopolitica spaţiului pontic"). El 2006 escriu “Diccionari de geopolítica” ("Dicţionar de geopolitică"), el seu treball més important sobre geopolítica internacional.
Segons Serebrian, "a causa de la seva llunyania de l'oceà, el mar Negre té un rerepaís immens i important" (Geopolítica del Mar Negre). A més, el mar se situa d'una banda en l'encreuament de les dues religions, el cristianisme i l'islamisme i, per l'altre costat, de dues famílies de pobles: indoeuropeus i uralo-altaics. Dues gran potències, UE i Rússia, i dues potències regionals, Ucraïna i Turquia, construeixen les seves concepcions estratègiques, polítiques i econòmiques tenint en compte el Mar Negre i el seu espai adjacent.